# Seznam tchangských císařů
Tchangští císaři stáli v čele říše Tchang, čínského státu existujícího v letech 618–907. Zakladatelem říše a prvním císařem tchangské dynastie byl Li Jüan (císař Kao-cu), vojevůdce a příbuzný císařů předešlé říše Suej. Li Jüan v rozpadající se říši Suej povstal, prohlásil se císařem a během několika let sjednotil Čínu pod svou vládou a stabilizoval poměry. Jeho nástupci vládli Číně z Čchang-anu (dnešní Si-an) téměř tři století, než se říše zhroutila v rolnických povstáních a občanské válce. Následovaly desítky let nestability v období pěti dynastií a deseti říší, než Čínu opět sjednotila dynastie Sung.

## Seznam císařů
Podle čínské tradice císař po smrti obdržel čestné posmrtné jméno. Dva z císařů jsou známi pod svými posmrtnými jmény, jména ostatních (šest až dvacet znaků dlouhá) v tabulce nejsou uvedena. Dalším jménem udělovaným posmrtně bylo chrámové jméno, určené k použití při obřadech v chrámu předků dynastie. Obě jména vyjadřovala charakter vlády a císaře, například zakladatelé dynastií dostávali chrámové jméno Tchaj-cu (太祖, Velký předek).
Éra vlády je název kratšího či delšího období vlády, shrnující základní směr státní politiky.
| Jméno                                                                                           | Jméno           | Jméno                            | Portrét                    | Narození Úmrtí | Vláda             | Éra vlády |
| posmrtné                                                                                        | chrámové        | příjmení a osobní jméno          | Portrét                    | Narození Úmrtí | Vláda             | Éra vlády |
| ----------------------------------------------------------------------------------------------- | --------------- | -------------------------------- | -------------------------- | -------------- | ----------------- | --- |
|                                                                                                 | Kao-cu 高祖     | Li Jüan 李淵                     | Portrét císaře Kao-cu      | 566–635        | 618–626           | Wu-te (武德, 618–626) |
|                                                                                                 | Tchaj-cung 太宗 | Li Š'-min 李世民                 | Portrét císaře Tchaj-cunga | 599–649        | 626–649           | Čen-kuan (貞觀, 626–649) |
|                                                                                                 | Kao-cung 高宗   | Li Č' 李治                       | Portrét císaře Kao-cunga   | 628–683        | 649–683           | Jung-chuej (永徽, 650–655) Sien-čching (顯慶, 656–661) Lung-šuo (龍朔, 661–663) Lin-te (麟德, 664–665) Čchien-feng (乾封, 666–668) Cung-čang (總章, 668–670) Sien-cheng (咸亨, 670–674) Šang-jüan (上元,) 674–676) I-feng (儀鳳, 676–679) Tchiao-lu (調露, 679–680) Jung-lung (永隆, 680–681) Kchaj-jao (開耀, 681–682) Jung-čchun (永淳, 682–683) Chung-tao (弘道, 683) |
|                                                                                                 | Čung-cung 中宗  | Li Sien (nebo Li Če) 李顯 (顯哲) |                            | 656–710        | 683–684 (poprvé)  | S'-šeng ((嗣聖, 684) |
|                                                                                                 | Žuej-cung 睿宗  | Li Tan 李旦                      |                            | 662–716        | 684–690 (poprvé)  | Wen-ming (文明, 684) Kuang-čaj (光宅, 684) Čchuej-kung (垂拱, 685–688) Jung-čchang (永昌, 689) Caj-čchu (載初, 690) |
| V letech 690–705 vládu dynastie Tchang přerušila vláda císařovny Wu Ce-tchien, vdovy Kao-cunga. |                 |                                  |                            |                |                   | |
|                                                                                                 | Čung-cung 中宗  | Li Sien (nebo Li Če) 李顯 (顯哲) |                            | 656–710        | 705–710 (podruhé) | Šen-lung (神龍, 705–707) Ťing-lung (景龍, 707–710) |
| Šang-ti 殤帝                                                                                    | –               | Li Čchung-mao 李重茂             |                            | 695/698–714    | 710               | Tchang-lung (唐隆, 710) |
|                                                                                                 | Žuej-cung 睿宗  | Li Tan 李旦                      |                            | 662–716        | 710–712 (podruhé) | Ťing-jün (景雲, 710–711) Tchaj-ťi (太極, 712) Jen-che (延和, 712) |
|                                                                                                 | Süan-cung 玄宗  | Li Lung-ťi 李隆基                | Portrét císaře Süan-cunga  | 685–762        | 712–756           | Sien-tchien (先天, 712–713) Kchaj-jüan (開元, 713–741) Tchien-pao (天寶, 742–756) |
|                                                                                                 | Su-cung 肅宗    | Li Cheng 李亨                    |                            | 711–762        | 756–762           | Ťi-te (至德, 756–758) Čchien-jüan (乾元, 758–760) Šang-jüan (上元, 760–761) |
|                                                                                                 | Taj-cung 代宗   | Li Jü 李豫                       |                            | 727–779        | 762–779           | Pao-jing (寶應, 762–763) Kuang-te (廣德, 763–764) Jung-tchaj (永泰, 765–766) Ta-li (大曆, 766–779) |
|                                                                                                 | Te-cung 德宗    | Li Kchuo 李适                    | Portrét císaře Te-cunga    | 742–805        | 779–805           | Ťien-čung (建中, 780–783) Sing-jüan (興元, 784) Čen-jüan (貞元, 785–805) |
|                                                                                                 | Šun-cung 順宗   | Li Sung 李誦                     |                            | 761–806        | 805               | Jung-čen (永貞, 805) |
|                                                                                                 | Sien-cung 憲宗  | Li Čchun 李純                    | Portrét císaře Sien-cunga  | 778–820        | 805–820           | Jüan-che (元和, 806–820) |
|                                                                                                 | Mu-cung 穆宗    | Li Cheng 李恆                    |                            | 795–824        | 821–824           | Čchang-čching (長慶, 821–824) |
|                                                                                                 | Ťing-cung 敬宗  | Li Čan 李湛                      |                            | 809–827        | 824–827           | Pao-li (寶曆, 824–826) |
|                                                                                                 | Wen-cung 文宗   | Li Ang 李昂                      |                            | 809–840        | 827–840           | Pao-li (寶曆, 826) Ta-che/Tchaj-che (大和/太和, 827–835) Kchaj-čcheng (開成, 836–840) |
|                                                                                                 | Wu-cung 武宗    | Li Jen 李炎                      | Portrét císaře Wu-cunga    | 814–846        | 840–846           | Chuej-čchang (會昌, 841–846) |
|                                                                                                 | Süan-cung 宣宗  | Li Čchen 李忱                    | Portrét císaře Süan-cunga  | 810–859        | 846–859           | Ta-čung (大中, 847–859) |
|                                                                                                 | I-cung 懿宗     | Li Cchuej 李漼                   |                            | 833–873        | 859–873           | Ta-čung (大中, 859) Sien-tchung (咸通, 860–873) |
|                                                                                                 | Si-cung 僖宗    | Li Süan 李儇                     |                            | 862–888        | 873–888           | Sien-tchung (咸通, 873–874) Čchien-fu (乾符, 874–879) Kuang-ming (廣明, 880–881) Čung-che (中和, 881–885) Kuang-čchi (光啟, 885–888) Wen-te (文德, 888) |
|                                                                                                 | Čao-cung 昭宗   | Li Jie 李曄                      |                            | 867–904        | 888–904           | Lung-ťi (龍紀, 889) Ta-šun (大順, 890–891) Ťing-fu (景福, 892–893) Čchien-ning (乾寧, 894–898) Kuang-chua (光化, 898–901) Tchien-fu (天復, 901–904) Tchien-jou (天佑, 904) |
| Aj-ti 哀帝                                                                                      | –               | Li Ču 李柷                       |                            | 892–908        | 904–907           | Tchien-jou (天佑, 904–907) |